# احترام (ترانه)
«احترام» (انگلیسی: Respect) ترانه‌ای با اجرا و نویسندگی اوتیس ردینگ است که نسخهٔ سال ۱۹۶۵ آن با صدای آرتا فرانکلین ترانه‌ای مشهور و موفق شد. بین دو نسخه تفاوت‌هایی در متن، مفهوم و ملودی وجود دارد.
اجرای فرانکلین اغلب به‌عنوان یکی از بهترین ترانه‌های ریتم اند بلوز در دوران خود دانسته می‌شود، که در سال ۱۹۶۸ دو جایزه گرمی برای فرانکلین به ارمغان آورد و در سال ۱۹۸۷ به عضویت تالار مشاهیر گرمی درآمد. در سال ۲۰۰۲، کتابخانه کنگره از نسخهٔ فرانکلین تقدیر کرد و آن را به فهرست ملی ضبط اصوات افزود. این ترانه در نسخه ۲۰۰۴ فهرست «۵۰۰ ترانه برتر تمام دوران» مجله رولینگ استون به رتبه پنجم رسید و در نسخه ۲۰۲۱ این فهرست در صدر قرار گرفت. همچنین در فهرست «ترانه‌های قرن» انجمن صنعت ضبط موسیقی ایالات متحده آمریکا و موقوفه ملی هنرها گنجانده شد.